# Titularerzbistum Caesarea in Palaestina
Caesarea in Palaestina (italienisch Cesarea di Palestina) ist ein Titularerzbistum der römisch-katholischen Kirche.
Es geht zurück auf einen untergegangenen Bischofssitz in der antiken Stadt Caesarea Maritima in der römischen Provinz Syria Palaestina bzw. Palaestina Prima.
Daneben existiert noch Caesarea in Palaestina dei Greco-Melkiti als Titularerzbistum der Melkitischen Griechisch-Katholischen Kirche.

## Geschichte
Die Stadt war bereits frühzeitig ein christlicher Bischofssitz. Der biblische Ort Caesarea ist bei vielen Christen im Westen in Vergessenheit geraten. Das Pilgerhaus in der Stadt hat aber nicht nur für lokale Christen eine wichtige Bedeutung: Es wird vermutet, dass sich der Apostel Petrus in der Stadt aufgehalten hat.
In der Zeit der Kreuzfahrer wurde die lateinische Hierarchie hergestellt und 1101 das Erzbistum Caesarea gegründet. Im Rahmen der Eroberung, Entvölkerung und Zerstörung Caesareas durch die ägyptischen Mamluken 1275 ging die Metropolie endgültig unter und wurde zum Titularerzbistum der römisch-katholischen Kirche – nomen „de curia“: Cesarea di Palaestina. 
Die Patriarchen von Jerusalem waren zuvor gewöhnlich Erzbischöfe von Tyrus oder Caesarea. Einer der Erzbischöfe von Caesarea, der Patriarch wurde, war Heraclius.

## Kirchenprovinz
Zur Kirchenprovinz gehörten die Suffragandiözesen:
- Bistum Aschdod
- Bistum Berissa
- Bistum Byblus
- Bistum Dora
- Bistum Sebaste

## Liste der Bischöfe von Caesarea

### Erzbischöfe
- Balduin I. (1101–1107)
- Ehremar (1107–1124?)
- Gaudentius (um 1140)
- Balduin II. (?–1156?)
- Harvey (1157–1173)
- Heraclius (1173–1180)
- Monachus (1181–1194)
- Peter I. (um 1207)
- Peter II. (um 1230)
- Lociaumes (1244–1266)

### Titularerzbischöfe
| Titularerzbischöfe von Caesarea in Palaestina |                              | |                    |                   |
| Nr.                                           | Name                         | Amt                                                                                                | von                | bis               |
| 1                                             | Jakub Bosagi CMV             | Abtprimas der Kongregation der Mechitaristen von Wien (Österreich)                                 | 11. September 1855 |                   |
| 2                                             | Antonio Agliardi             | Apostolischer Delegat von Indien Apostolischer Nuntius in Deutschland, Österreich Kurienerzbischof | 23. September 1884 | 22. Juni 1896     |
| 3                                             | Pietro Gasparri              | Apostolischer Delegat in Peru Kurienerzbischof                                                     | 2. Januar 1898     | 16. Dezember 1907 |
| 4                                             | Vincent Sardi di Rivisondoli | Weihbischof in Konstantinopel (Türkei)                                                             | 6. April 1908      | 12. August 1920   |
| 5                                             | Benedetto Aloisi Masella     | Apostolischer Nuntius in Chile, Brasilien                                                          | 15. Dezember 1919  | 18. Februar 1946  |
| 6                                             | Luigi Maglione               | Apostolischer Nuntius in der Schweiz, Frankreich                                                   | 1. September 1920  | 16. Dezember 1935 |
| 7                                             | Luigi Traglia                | Weihbischof in Rom (Italien)                                                                       | 21. Dezember 1936  | 28. März 1960     |
| 8                                             | Dino Staffa                  | Kurienerzbischof                                                                                   | 3. September 1960  | 26. Juni 1967     |